# Duncan 2. af Skotland
Duncan 2. af Skotland (gælisk: Donnchad mac Máel Coluim; moderne gælisk: Donnchadh mac Mhaoil Chaluim) (ca. 1060 - 12. november 1094) var konge af skotland fra foråret 1094 til 12 november 1094. Han var søn af Malcolm III og hans første kone Ingibiorg Finnsdottir af Halland, datter af Finn Arnasson af Vrjar, Jarl af Halland.

## Tidlige liv
Den unge Duncan blev i 1072 sendt til England, hvor han derefter tilbragte de næste 15 år, som følge af underskrivningen af Abernethy-traktaten. Han var gidsel af Vilhelm erobreren for at sikre hans fars fremtidige gode opførsel.
| Citat                | Franskmændene gik ind i Skotland og tog kongen af Skotlands søn som gidsel | Citat |
| fra Ulster-annalerne |                                                                            |       |

Han blev derfor tidligt udsat for den nyankomne normanniske kultur. Hans far, som havde mange sønner, synes ikke at have gjort noget for at opnå Duncans tilbagevenden. Ved Vilhelm 2. Rufus regeringstid var Duncna formentlig medlem af det normanniske hof i stedet for et gidsel, og han blev slået til Ridder af den engelske konge.

## Tronbestigelse
Duncans fars valgte efterfølger var Duncans halvbror Edmund, der - sammen med Malcolm 3. - døde i en kamp under invasionen af Northumbria i 1093. Malcolm blev efterfulgt af sin bror Donald 3. (Domnall bán Mac Donnchada), og Malcolm's andre sønner sluttede sig til deres halvbror Duncan i England.
Duncan modtog Vilhelm 2.'s stiltiende støtte til det skotske kongerige, men den engelske konge havde ikke udvidet den direkte støtte, da han planlagde en kampagne i Normandiet. Ledsaget af hans anglo-Normanske tilhængere, og måske af den ældste af hans halve brødre, besejrede Duncan let Donald 3. i begyndelsen af sommeren 1094. Men Duncan blev betragtet som handler på vegne af Vilhelm 2. og han fik meget lidt støtte i Skotland. Tilbagetrækningen af Vilhelm's tropper senere på året efterlod Duncan og kongeriget meget udsat. Han blev myrdet af Mormaer af Mearns den 12 november 1094, formentlig under ordrer fra Donald. Efter mordet genoptog Donald 3. og Edmund deres fælles regeringstid.

## Familie
Duncan giftede i ca. 1090/94 Ethelreda af Northumbria. Hun var datter af Gospatrick, jarl af Northumbria og Dunbar, et oldebarn af Malcolm 2. Hun blev begravet i Dinfermline Abbey sammen med sin mand. Børn af ægteskabet:
1. William. Han adopterede efter navnet FitzDuncan, og siges at være blevet skabt jarl af Moray. Han blev Lord Skipton og Craven, Jure uxoris. Han giftede Alice le Meschin, datter af William le Meshin, Lord af Copeland, af Cecilia de Rumely, Lady af Skipton og Craven. She efterfulgte hendes mor som Lady af Skipton og Craven. De havde sammen 4 børn.[9]